# Manipulacja mediami
Manipulacja w mediach (ang. media manipulation) – jest pozornie lub rzeczywiście wykorzystywana w środkach masowego przekazu, gdzie są to działania poza świadomością odbiorcy, służące do kształtowania lub przekształcania poglądów i postaw ludzi, lub do tworzenia fałszywego obrazu pewnej rzeczywistości.
Manipulacja mediami wykorzystująca stronniczość mediów (ang. media bias) jest stosowana np. w public relations, kampaniach wyborczych, indoktrynacji, propagandzie, marketingu i w reklamie, gdzie stosuje się wiele metod i technik manipulacji.

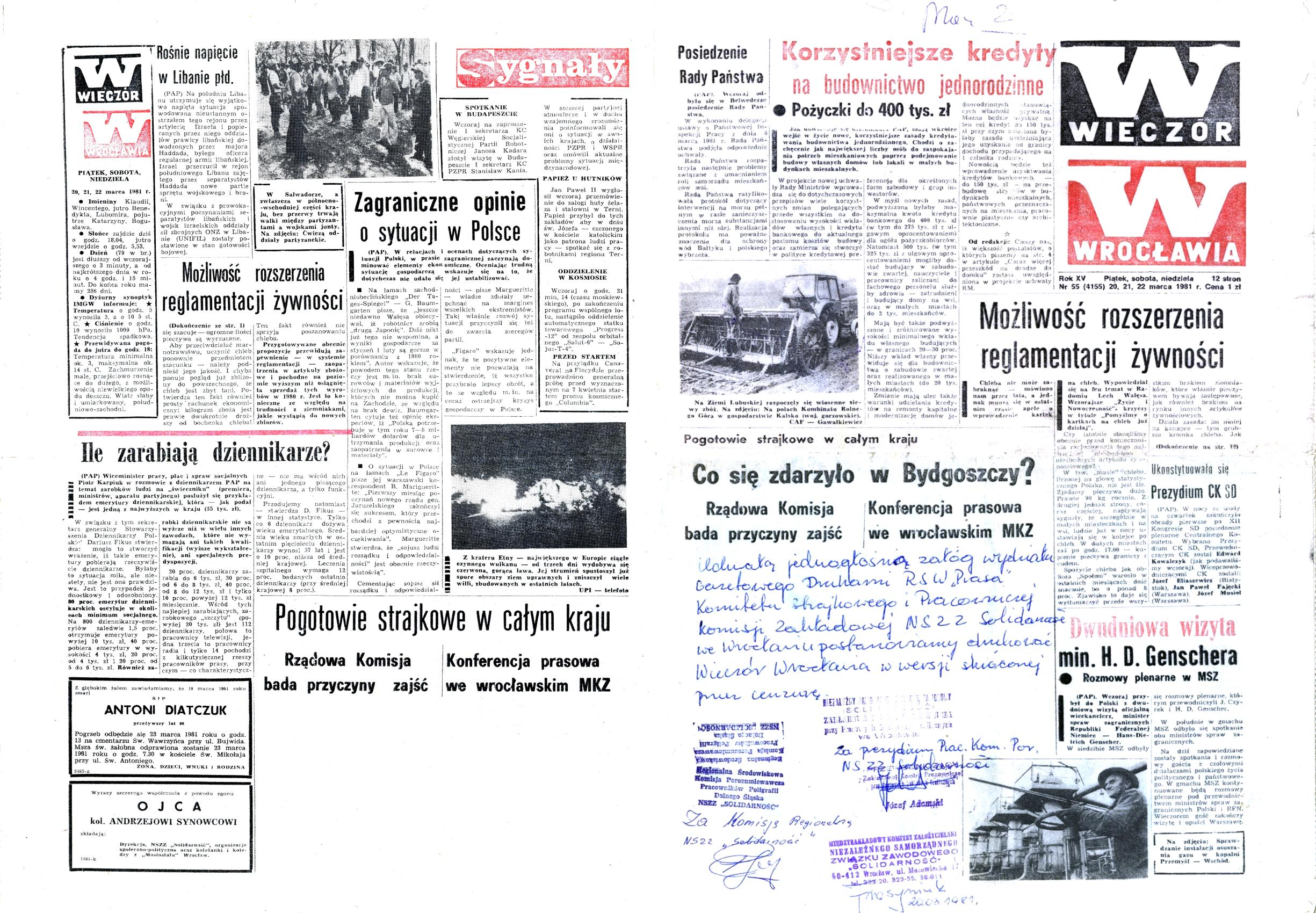
Ingerencja cenzury – „Wieczór Wrocławia” 20 marca 1981 roku

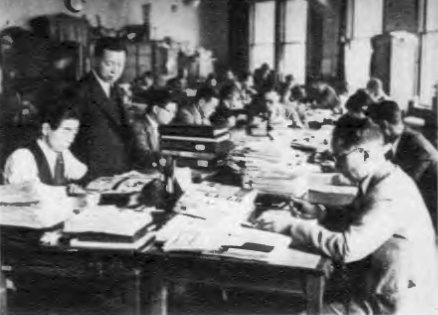
Cenzura – Tokio 1938 r.

W manipulacjach medialnych najczęściej wykorzystuje się np. gatekeeping (selekcja informacji), ramkowanie (ramowanie) (ang. framing), teorię porządku dziennego Agenda-setting, teorię dwustopniowego przepływu (ang. Two-step flow of communication), teorię użytkowania i zaspokajania potrzeb (ang. Uses and gratification theory), teorię kultywacji („uprawy”) (ang. Cultivation theory), koncepcję torowania (ang. Priming), teorię spirali milczenia (ang. Spiral of silence), Model „podskórnej igły” (ang. Hypodermic needle model), model Harolda Lasswella, programowanie neurolingwistyczne (NLP), manipulację językową, manipulację danymi, specjalistyczną wiedzę z zakresu psychologii i socjologii (manipulacja społeczna), emfazę, perswazję, ograniczenia koncentracji i skupienia uwagi, cenzurę, mistyfikację, eufemizmy, semantykę, regresję, empatię, fragmentację, stereotypy, ingracjację, kłamstwo, dezinformację, silne emocje, elementy erotyki, elementy religii, pranie mózgu, reklamy z udziałem dzieci, manipulację podświadomością (percepcja podprogowa), fake newsy.
Manipulacją medialną najczęściej określa się dowolny rodzaj przekazu medialnego wykorzystany do manipulacji mediami lub świadome i celowe zastosowanie dowolnej techniki manipulacji w przekazie medialnym. Manipulacją medialną nie jest to, co powstaje w wyniku nieświadomych, niezamierzonych błędów warsztatowych powstałych w przekazie medialnym czy czynników obiektywnych np. natury technicznej.

## Manipulacja Wikipedią

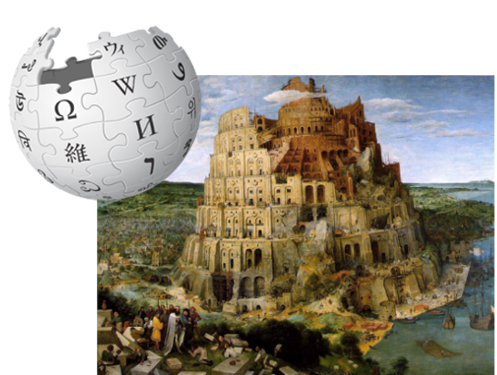
Wikipedia

Podatność na manipulacje wytknął Wikipedii popularny satyryk Steve Colbert. Podczas prowadzonego na żywo programu wprowadził zmiany do haseł poświęconych jemu samemu, Jerzemu Waszyngtonowi i słoniom, co technicznie jest bardzo proste i może dać śmieszne rezultaty. Inne wpadki to np. uśmiercenie senatora Edwarda Kennedy’ego czy zamieszczenie notek o śmierci szefa Apple Steve’a Jobsa oraz innego senatora Roberta Byrda. Internetowa encyklopedia była też używana przez wielkie korporacje do dyskredytowania ich konkurentów. W polskojęzycznej Wikipedii przykładem manipulacji jest stworzona w latach 2004–2006 prawdopodobnie dla mistyfikacji fikcyjna postać Henryka Batuty.

## Kalendarium historii słynnych manipulacji mediami
- 1931 – Cukier krzepi – najsłynniejszy przedwojenny slogan reklamowy, za który od polskiego przemysłu cukrowniczego w konkursie Melchior Wańkowicz wygrał 5 tys. zł[13].
- 1938 – Wojna światów (słuchowisko) – słuchowisko CBS będące adaptacją radiową powieści H.G. Wellsa pod tym samym tytułem. Słuchowisko to, w atmosferze napięcia społecznego i wzrostu poczucia zagrożenia poprzedzającego II wojnę światową, zostało potraktowane przez niektórych radiosłuchaczy jako faktoid – rzeczywisty reportaż inwazji Marsjan na Ziemię, choć wbrew często powtarzanemu mitowi panika nie była aż tak powszechna jak się uważa, gdyż audycja nie miała wielu słuchaczy. Gazety informujące o rzekomej masowej panice wśród Amerykanów spowodowanej audycją dokonały dezinformacji[14].
- 1939 – Prowokacja gliwicka; 31 sierpnia oddziały SS przebrane w polskie mundury zaatakowały niemiecką radiostację w Gliwicach. Napastnicy opanowali nadajnik, odśpiewali kilka polskich pieśni, oddali parę strzałów i wezwali ludność wschodnich Niemiec do powstania przeciwko Hitlerowi. Po paru minutach wycofali się z budynku. Na miejscu pozostawili ciała zamordowanych w obozach koncentracyjnych ludzi, przebranych w polskie mundury. Ta rzekoma inwazja polskich wojsk miała być pretekstem do rozpoczęcia II wojny światowej parę godzin później[15].
- 1964 – Daisy, reklama wyborcza stworzona dla reelekcji prezydenta USA Lyndona B. Johnsona. Wyemitowana tylko raz, we wrześniu 1964 roku jest uważana za najbardziej kontrowersyjną i jedną z najbardziej skutecznych reklam politycznych w historii USA.|[potrzebny przypis]
- 1965 – Przebaczamy i prosimy o przebaczenie – słynne orędzie biskupów polskich do biskupów niemieckich z inicjatywy biskupa Bolesława Kominka, które pod wpływem manipulacji mediami ówczesnych władz spotkało się z negatywną reakcją społeczną[16].
- 2003 – 3 lutego udostępniono mediom dokument o nazwie Irak Dossier, który został wykorzystany przez rząd Tony Blaira, aby uzasadnić swój udział w inwazji na Irak 20 marca 2003 r. (II wojna w Zatoce Perskiej)[17].
- 2012 – Władimir Putin przyznał się, że relacjonowane przez rosyjskie media jego wyczyny, np. wypuszczanie na wolność pantery śnieżnej, wyławianie z dna Morza Czarnego antycznych urn, pływanie z delfinami itd, były wyreżyserowane[18].

## Wybrane metody i techniki manipulacji medialnej

### Filtrowanie dostępu informacji (ang.gatekeeping)
Polega na dokonaniu przez gatekeepera wyboru informacji przeznaczonych do publicznej prezentacji w mass mediach. Istnienie gatekeepera bierze się z ograniczonej przepustowości kanałów informacyjnych, wysokich kosztów produkcji i dystrybucji. W praktyce jednak bramka przepuszczająca gatekeepera, to pozycja władzy. Proces selekcji nie jest obiektywny – kształtuje linie redakcyjne, spycha z anteny, czyni z ludzi gwiazdy lub zmusza do ciągłej pogoni za sukcesem medialnym. Nową cyfrową kulturę XXI w. charakteryzuje wyraźny brak gatekeeperów, gdzie wszystko i tak pomieści się w internecie, przy kosztach zbliżających się do zera. W obecnym ekosystemie medialnym współistnieją więc media bramkowe (głównie telewizje) z mediami bezbramkowymi.

### Ramkowanie (ang.framing)
Ramkowanie (ramowanie) polega na programowaniu przez mass media myślenia odbiorców informacji, poprzez dostarczanie gotowych wskazówek jak interpretować i oceniać rzeczywistość. W ramkowaniu wybierane są niektóre aspekty informacji (a pomijane inne) i podkreślane są one jako ważniejsze, wraz z podaną gotową interpretacją przyczynową zjawiska, oceną moralną i środkami zaradczymi. Framing jest efektem gatekeepingu.

### Efekt Agenda-setting
Agenda jest hierarchią priorytetów, listą zagadnień sklasyfikowanych rosnąco według ważności, można ją ustalić wliczając np. w danym momencie tematy omawiane w prasie oraz ilość czasu antenowego i/albo kierunków, jakie one tworzą lub też dokonując sondaży opinii i wywiadów, jeśli chodzi o obywateli.
Teoria porządku dziennego (Agenda-setting) głosi, że media wpływają w bardzo dużym stopniu na kształtowanie opinii publicznej, ukierunkowując uwagę widzów na pewne wydarzenia, ignorując przy tym pozostałe. Sposób oddziaływania środków masowego przekazu (szczególnie telewizji) polegający na koncentrowaniu uwagi odbiorcy na określonych treściach (tematach). Efekt, za sprawą którego widz ma spostrzegać dane kwestie jako ważne. Badania dowodzą, że telewizja jest medium, które wywiera największy wpływ na kształtowanie poglądów, ocen, budowę hierarchii spraw i problemów społecznie ważnych. Najwięcej badań dotyczących oddziaływania treści ukierunkowujących opinię prowadzono w trakcie kampanii wyborczych. Stwierdzono, że wyborcy odbierali jako ważne te zagadnienia, które media oceniały jako istotne. Ponadto, jak dowodzi tego afera Watergate, kwestia ta poruszyła opinię publiczną dopiero po tym, jak informacje (od dawna publikowane w prasie), w szczególności zaś przesłuchania w kongresie, zostały transmitowane przez telewizję.

### Odwołania do aspektu narodowościowego
Jest to rodzaj tradycyjnych argumentum ad hominem i argumentum ad populum dotyczących całych państw. Metoda ta opiera się na podważaniu argumentów przeciwnika poprzez odwołanie się do narodowościowej dumy lub pamięci o dokonaniach w przeszłości, bądź też do strachu lub nienawiści wobec konkretnego państwa lub ogólnie wobec obcokrajowców.
Metoda ta może być również niezwykle potężnym środkiem do zdyskredytowania zagranicznego dziennikarza.
Przykład:
- „Chcesz wiedzieć co naprawdę myślę o Europejczykach? zapytał starszy reprezentant Departamentu Stanu USA. „Myślę, że się mylili co do każdej poważniejszej międzynarodowej kwestii od ostatnich 20 lat”[29].
- „Twój pomysł brzmi podobnie do tego, który zaproponowali w Turcji. Mówisz, że Turcy mają lepszy kraj od nas?
- „Jedyna krytyka odnośnie do proponowanego układu nadeszła z USA. Ale wszyscy wiemy że Amerykanie są aroganccy i niewykształceni, więc ich skargi są nieistotne”.
- Kampania „Wesprzyjmy nasze oddziały” stworzona przez Partię Republikańską podczas wojny prowadzonej przeciwko terroryzmowi, zakłada, że kładzenie nacisku generalnie na wysiłek włożony w toczoną wojnę, sprawia, że pojedynczy żołnierz traci w rzeczywistości wsparcie ze strony społeczeństwa. Patriotyczne wsparcie oddziałów stało się ogólnie formą wsparcia wojny.

### Metoda sofizmatu rozszerzenia
Sofizmat rozszerzenia to jednakowe traktowanie mocnego przeciwstawnego argumentu i jednego lub wielu słabych, żeby stworzyć słaby, uproszczony argument, który można łatwo obalić.
Przykład: Zaklasyfikowanie wszystkich przeciwników II wojny w Zatoce Perskiej jako „pacyfistów” może być obalone przez ogólne argumenty za wojną. Tak jak w większości metod perswazji, to stwierdzenie może być zastosowane odwrotnie, w tym wypadku, zaklasyfikowanie wszystkich popierających inwazję wiąże się z oznaczeniem ich jako „podżegaczy wojennych” lub „sługusów Stanów Zjednoczonych”.

### Metoda kozła ofiarnego
Jest to kombinacja sofizmatu rozszerzenia oraz argumentum ad hominem, w której twój najsłabszy przeciwnik (lub którego argumenty jest najłatwiej podważyć) jest odbierany jako twój najważniejszy przeciwnik.

### Metoda fenomenu
Ryzykowna, ale efektywna strategia, scharakteryzowana najlepiej, prawdopodobnie przez Davida Mameta w 1997 roku w filmie Fakty i akty. Strategia ta zakłada, że uwaga publiczności może być odwrócona od ważniejszych zagadnień przez dłuższy czas za pomocą zagadnienia, które obecnie w mediach jest przedstawiane jako wiadomość nr 1. Jeśli ta strategia przynosi oczekiwany skutek, wówczas na pierwszy plan wysuwa się spór polityczny lub inne wydarzenie medialne, które odwraca uwagę w rzeczywistości od ważniejszej kwestii dotyczącej np. nieuczciwego działania przywódców politycznych. Natomiast kiedy ta strategia nie zadziała, wtedy niewłaściwe postępowanie przywódców jest cały czas przypominane w prasie, a wywołane wydarzenie medialne jest krytycznie postrzegane przez społeczeństwo jako próba odwrócenia uwagi od właściwego problemu.
Przykład: Sugerowano, że atak stanów Zjednoczonych na Afganistan i Sudan w 1998 roku był próbą odwrócenia uwagi od skandalu związanego z Monica Lewinsky.

### Wykorzystanie semantyki
Ta strategia wymaga użycia eufemistycznie przyjemnie brzmiących dla ucha określeń aby przesłonić prawdę, na przykład określenie; pro-life lub pro-choice zamiast odniesienia się do medycznego terminu aborcja. W Stanach Zjednoczonych pojęcie uprawnień stanów (przeciwstawianych uprawnieniom rządu federalnego) służyło do obrony zachowania niewolnictwa w Stanach Zjednoczonych w przeddzień wojny secesyjnej, a następnie wykorzystane do walki z ruchem praw obywatelskich w latach 50. i 60.

### Stosowanie regresji
Metoda ta stosuje odwołanie się do wcześniejszych działań propagandowych przeciwnika, ażeby zapobiec negocjowaniu aktualnych zagadnień (na przykład negocjacje izraelsko-palestyńskie są z reguły przerywane ze względu na ciągłe odwoływanie się do dużo wcześniejszych kwestii).

### Wprowadzanie w błąd
Ta metoda wprowadza nieprawdziwe zagadnienia do działań propagandowych przeciwnika lub próbuje stworzyć powiązania z nieprawdziwymi skojarzeniami.

### Wywoływanie strachu
Ta metoda próbuje stworzyć powiązanie pomiędzy działaniami propagandowymi przeciwnika a wstrząsającymi zagadnieniami (na przykład – kiedy policja aresztuje Żyda, żydowskie media próbują powiązać tę sytuację z działalnością Nazistów w przeszłości).

### Odwołanie się do konsensusu
Przez odwołanie się do prawdziwego bądź fikcyjnego konsensusu, medialny manipulator próbuje stworzyć wrażenie, że jego opinia jest jedyna, tak więc pozostałe alternatywne są odrzucane ze społecznej świadomości.
Michael Crichton wyjaśnia:

Historycznie, domaganie się konsensusu było pierwszym schronieniem dla łajdaków. Jest to sposób uniknięcia dyskusji, przez stwierdzenie że sprawa została już rozwiązana. Kiedykolwiek słyszysz o konsensusie naukowców, który ma dotyczyć porozumienia się w danej sprawie, sięgnij po swój portfel, ponieważ zostałeś oszukany.
Postawmy sprawę jasno: działalność nauki nie ma nic wspólnego z konsensusem.
Konsensus to biznes albo polityka. Nauka przeciwnie, wymaga tylko jednego badacza, który zdarza się, że ma rację, co oznacza, że jego wyniki są weryfikowane przez odniesienie do realnego świata. Konsensus nie ma związku z nauką. To co w nauce jest istotne to odtwarzalne wyniki. Najwięksi naukowcy w historii są bardzo dokładni, ponieważ zerwali z konsensusem.

### Wywoływanie paniki
Wywoływanie paniki to wykorzystanie strachu, aby wpłynąć na opinie i działanie innych w celu osiągnięcia określonego skutku. Obiekt strachu jest często przesadzony. Wzorem wywoływania paniki jest zwykle jedna z metod powtarzania, która ma na celu nieustanne wzmacnianie zamierzonych efektów tej taktyki, aby zastraszyć obywateli i wpłynąć na ich polityczne poglądy. Ta metoda zakłada, że jeśli coś zostanie lub nie zostanie zrobione, wydarzy się coś strasznego. Zakłada ona również, że przez głosowanie za lub przeciw w danej kwestii można zapobiec niepożądanym wydarzeniom. Końcowy efekt jest taki, że głosujący boi się zmienić swój głos lub opinię na inną bardziej dla siebie korzystną. W dobrej marginalizacji występuje faktyczny powód, by wierzyć w stwierdzenia ekspertów. Dzieje się tak, ponieważ masy uważają, że uznawani przez nich eksperci w dziedzinie, w której się specjalizują, raczej będą mieli racje niż będą się mylić.
Przykład:
- „Jeśli nie zaakceptujemy Internal Security Act Sowieci przejmą Amerykę”
- „Nie możemy czekać na ostateczny dowód – niezbity dowód – on może nadejść w formie grzyba atomowego” (George W. Bush przytaczając argumenty za wojną w Iraku)[33][34].

### Demonizacja przeciwnika
Bardziej ogólny przypadek rozproszenia przez nacjonalizm. Przeciwne poglądy są uważane za poglądy antygrupowe lub są stawiane na równi z poglądami grupy powszechnie nieakceptowanej. To podejście, w swojej skrajnej formie, może przybrać charakter represji, tak jak w makkartyzmie, gdzie ten kto nie popiera rządu, jest uważany za nie-Amerykanina lub komunistę i co wiąże się z potępieniem.
Przykład:
- Zesłanie przez nazistowskie Niemcy prawie wszystkich przeciwników Międzynarodowej Konspiracji Żydowskiej.
- Zaklasyfikowanie ludzi z jakimikolwiek poglądami prawicowymi jako nazistów, a tych z poglądami lewicowymi jako komunistów.